# Гардашова, Латафат Аббас гызы
Гардашова Латафат Аббас гызы (азерб. Lətafət Qardaşova Abbas qızı; род. 27 января 1966, Загатала) — Заслуженный деятель науки Азербайджанской Республики, доктор технических наук, профессор, проректор по научной работе в Азербайджанском Государственном Университете Нефти и Промышленности. Является автором 3 монографий, 185 научных статей, 18 предметных програм, 2 учебников, 17 учебных пособий, а также редактор 8 научных книг. Является членом партии «Новый Азербайджан».

## Жизнь и Деятельность
Латафат Гардашова родилась 27 января 1966 года в Загатала, происходит из рода Аслан-бек Али-ага оглы Гардашова, одного из основателей Азербайджанской Демократической Республики. Получила среднее образование 8 лет в Загатала, а последние два года — в школе № 1 с физико-математическим уклоном города Баку. Была победителем республиканской олимпиады по математике и за достижения в учёбе досрочно была принята в ряды «Комсомола». Получила высшее образование на факультете Прикладной математики Бакинского Государственного Университета и окончила обучение по специальности Прикладная математика.
Доктор философии по техническим наукам (кандидат технических наук): В 1999 году по специальности 05.13.06 — «Автоматизированные системы управления» защитила кандидатскую (доктора философии) диссертацию на тему «Разработка автоматизированного рабочего места плановика, оперирующего нечеткими данными и запросами» и получила ученую степень кандидата технических наук (доктора философии по техническим наукам), а в 2006 году получила ученое звание доцента.
Доктор технических наук: В 2014 году по специальности 3338.01 — «Системный анализ, управление и обработка информации (по управлению и принятию решений)» защитила докторскую диссертацию на тему «Принятие решений в системах управления нефтеперерабатывающим предприятием в нечеткой среде» и получила ученую степень доктора технических наук, а в 2023 году получила ученое звание профессора.
Под её научным руководством 1 человек получил степень доктора наук, 5 человек — степень доктора философии, 50 человек получили степень магистра.
С 2000 года участвует в международных конференциях «Применение нечетких систем (ICAFS)», «Применение интеллектуальных систем (WCIS)», «Применение нечетких систем, Софт Компьютинг и средств искусственного интеллекта (ICSCCW)» в качестве рецензента, члена организационного комитета, члена программного комитета. Под её сопредседательством в Баку был проведен ряд местных и международных конференций. Она выступала с докладами на международных конференциях в Турции, Иране, Польше, Португалии, США, Чехии, Черногории, Украине, Узбекистане, Австрии, Италии, Венгрии и Англии.
Замужем, имеется 1 ребёнок.

## Опыт работы
- 1990—1992 годы — НАНА, Институт Кибернетики, Специальное Конструкторское бюро, инженер-математик программист.
- 1992 год — по настоящее время — АГУНП, научный сотрудник, ассистент, доцент, профессор, заведующая «Отделом докторантуры», проректор по научной работе.
- 1996—2001 годы — участие и эксперт в подготовке тестовых материалов по GMAT, логике, информатике и математике для ГКПС (ныне ГЭЦ).
- 1990—1996 годы — проект автоматизации на предприятиях Республики, программист, руководитель.
- 1999 год — Член Государственной Комиссии по проблеме «2000» года в компьютерных системах.
- 1992—1998 годы — руководство созданием первых информационных систем для ряда предприятий Республики.
- 2017 год — Член совета по техническим проблемам.
- 2017 год — Высшая Аттестационная Комиссия при Президенте Азербайджанской Республики, Диссертационный Совет номер D.02.142, член.
- 2019 год — Высшая Аттестационная Комиссия при Президенте Азербайджанской Республики, Диссертационный Совет номер ED 2.02, член.
- С 19 июня 2021 года — по настоящее время — проректор по научной работе Азербайджанского Государственного Университета Нефти и Промышленности[4][5].

## Награды и премии
- 2002 год — Молодой ученый XXI века.
- 2016 год — Награда «Ученый года»[7] и именная медаль, Фонд Развития Науки при Президенте Азербайджанской Республики.
- 2019 год — Медаль «100-летие Азербайджанской Демократической Республики (1918—2018)».
- 2020 год — Почетное звание и медаль «Заслуженный деятель науки Азербайджанской Республики»[1].
- 2021 год — Юбилейная медаль Азербайджанской Республики «100-летие Азербайджанского Государственного Университета Нефти и Промышленности (АГУНП) (1920—2020)».

## Руководитель грантовых проектов
- Прогноз петрофизических свойств глубокозалегающих природных нефтегазовых резервуаров, грант Фонда Развития Науки при Президенте Азербайджанской Республики, 2018.
- Моделирование внутрипластовых и межпластовых миграционно-потоковых областей, а также областей между нефтематеринскими пластами в углеводородных месторождениях Азербайджана. Внутриуниверситетский научный проект «Университетский Грант» АГУНП на 2018 год.
- Целевой грантовый конкурс «Карабах-Азербайджан-2!», проект «Оценка влияния климатических изменений на водные ресурсы Карабаха с использованием инновационных методов», 2023.

## Участник международных проектов
- Совместный проект АГУНП и Калифорнийского университета Беркли «Z-числа и их применение», 2016.

## Направления научных исследований
- Системный анализ, управление и обработка информации .
- Технологии Мягких вычислений (Софт Компьютинг).
- Теория принятия решений и ее приложения.
- Искусственный интеллект и вычислительный интеллект.
- Нечёткая логика и теория Z-чисел.
- Данные и их обработка.

## Книги
- Principlies of decision making and control under uncertainty. Baku: «Nargiz», 1999, 152 p. (на Русском).
- The decision making and control under uncertainty. Baku: «Nargiz», 2003, 214 p. (на Азербайджанском).
- Computer mathematics. Baku: «ASOA» publ.,2010, 188 p. (на Азербайджанском).
- Fuzzy logic and Soft computing. Baku: «ASOA» publ., 2010, 124 p. (на Азербайджанском и Русских языках).
- Processing of signals in computer engineering. Baku: «ASOA» publ., 2013, 353 p. (на Азербайджанском).
- Digital signal and image processing. Baku: «ASOA» publ., 2012, 145 p. (на Азербайджанском).
- Decision-making methods in the fuzzy environment (монография). Baku: «ASOA» publ., 2010, 371 p. (на Азербайджанском).
- Knowledge Engineering, Baku, ASOIU publishing house, 260 p. 2023 (на Английском).
- Fuzzy logic and its application (монография), 2023, 422 p. (на Английском).

## Избранные статьи
1. Selection of an optimal treatment method for acute periodontitis disease[8]. Journal of Medical Systems, Springer verlag, USA, 2010.
2. System of psychological testing of entrants for the purpose of vocational guidance[9], ICSCCW-2011, Antalya, Turkey, 2011.
3. Decision Making Under Uncertainty-Proof of Ellsberg`s Experiment[10]. Системы обработки информации, Kharkiv, Ukraine, 2012.
4. Decision making problem of a one-product dynamic economic model, ICAFS-2012, Lisbon, Potugal, 2012.
5. Geometrical reasoning and its applications in decision making[11], WCIS, Tashkent, Uzbekistan, 2012.
6. Modeling of decision maker under imperfect information[12]. 4th World Conference on Soft Computing, California, Berkeley, 2014.
7. Application of operational approaches to solving decision making problem using Z-numbers[13]. Applied Mathematics, USA, 2014.
8. Application of DEO method to solving fuzzy multiobjective optimal control problem[14]. Applied Computational İntelligence and Soft Computing, USA, 2014.
9. Application of fuzzy logic in job satisfaction performance problem[15]. Procedia Computer Science, 2016.
10. UAV using Dec-POMDP model for increasing the level of security in the company[16]. Procedia Computer Science, 2016.
11. Estimation of impact of the changes made to the Tax legislation to the tax receipts through fuzzy numbers[17]. Procedia Computer Science, 2017.
12. Modification of the Wu-Mendel approach for linguistic summarization[18]. Journal of Experimental & Theoretical Artificial Intelligence, 2017.
13. Fuzzy Expert system for rectal cancer[19]. ICAFS-2018, Poland, Warsaw, 2018.
14. Z-number based TOPSIS method in multi-criteria decision making[20]. 13th International Conference on Applications of Fuzzy Systems and Soft Computing, Poland, Warsaw, 2018.
15. Wu-Mendel Approach for Linguistic Summarization: Practical Considerations and Solutions[21]. FUZZ-IEEE 2019, Fuzzy systems USA, New Orleans, 2019
16. Decision making problem of a single product dynamic macroeconomic model on base of fuzzy uncertainty[22]. ICSCCW-2019, Czech Republic, Prague, 2019.
17. Z-number based decision making. Web Conference -iRobot-2020, Webinar on Robot Intelligence Technology & Applications, UK, London, 2020.
18. Z-set based approach to control system design[23]. 14th International Conference on Theory and Application of Fuzzy Systems and Soft Computing, ICAFS-2020, Montenegro, Budva, 2020.
19. Synthesis of Fuzzy Terminal Controller for Chemical Reactor of Alcohol Production[24]. ICSCCW-2019, Czech, Prague, 2019.
20. Using Fuzzy Probabilistic Implication in Z-set Based Inference[25], WCIS, 2020.
21. Optimal Implication Based Fuzzy Control System for a Steam Generator[26]. Lecture Notes in Networks and Systems, 2023.
22. Decision-Making on the Information Technology Investment Problem Under Z-Environment[27]. ICSCCW-2023, Turkey, 2023.
23. University selection by using Z-TOPSIS methodology[28]. Lecture Notes in Networks and Systems, 2024.
24. Advancing XAI: new properties to broaden semantic-based explanations of black-box learning models[29]. Procedia Computer Science, 2024.
25. Semantic-Based XAI: Leveraging Ontology Properties to Enhance Explainability[30].  2024 International Conference on Decision Aid Sciences and Applications (DASA), Bahrain, Manama, 2024.